# 威廉斯敦 (麻薩諸塞州普查規定居民點)
威廉斯敦（英語：Williamstown）是位於美國麻薩諸塞州伯克夏縣的一個普查規定居民點。

## 人口
根據2020年美國人口普查的數據，威廉斯敦的面積為8.88平方千米，當中陸地面積為8.80平方千米，而水域面積為0.08平方千米。當地共有人口4308人，而人口密度為每平方千米485.14人。